# 에브리온 TV
에브리온 TV(EveryOn TV)는 현대백화점그룹 MSO인 현대HCN의 인터넷 텔레비전 서비스였다. 에브리온TV는 실시간 N스크린 TV 서비스를 제공하고 있다.
2011년 8월 9일 PC 기반 베타 서비스로 시작하여 2014년 5월 기준 250여개 채널의 실시간 보기 서비스를 제공하고 있다.
비회원 기반 무료 서비스이며, 실시간 TV 보기 서비스만 제공한다.
지상파계열PP는 서비스되지 않으며, 종합편성채널, 보도채널, 중소규모 PP 및 CP 채널, 일부지역 케이블 자체채널 중심의 채널을 제공한다. 오는 2019년 9월 30일부로 에브리온 TV는 공지사항에서 봤듯이 서비스가 종료되고, 동년 10월부터 HCN 모바일TV에서 똑같은 서비스를 이어받는다. 하지만 모기업인 현대HCN이 KT스카이라이프에 매각됨에 따라, 그의 후신인 현대HCN 모바일TV도 역시 2020년 9월 30일부로 실시간TV의 서비스가 종료됐다.

## 주요 채널
- 지상파 TV : KBS 1TV, KBS 2TV, MBC TV, SBS TV, EBS 1TV, EBS 2TV
- 종합 편성 : JTBC, MBN, 채널A, TV조선[2]
- 홈쇼핑 : GS SHOP, 현대홈쇼핑, 롯데홈쇼핑, NS홈쇼핑, GS MY SHOP, NS SHOP+, 현대홈쇼핑+샵, 신세계TV쇼핑, 쇼핑엔티, 롯데 ONE TV, K쇼핑
- 드라마 : KBS 드라마, MBC 드라마넷, SBS 플러스, 채널J, 채널W, Asia N, 채널차이나, 텔레노벨라, 엣지TV
- 예능 : KBS 조이, MBC 에브리원, SBS funE, SBS F!L, FUN TV, 라이프타임, 위라이크, 채널A플러스, MBN플러스, STATV
- 교양 : KBS 라이프, MBC ON, 동아TV, 폴라리스TV, 히스토리채널
- 뉴스 : YTN, 연합뉴스TV
- 경제 : 한국경제TV, 매일경제TV, SBS Biz[3]
- 정치 / 행정 : NATV 국회방송, 한국선거방송, KTV 국민방송, NBS 한국농업방송
- 종교 : CPBC 가톨릭평화방송, BBS불교방송, BTN불교TV, CBS 기독교방송, CTS기독교TV
- 영화 : PLAYY 액션 영화, PLAYY 웰메이드 영화, PLAYY 프리미엄 영화, 시네마천국, AsiaM, 인디필름, THE MOVIE
- 스포츠 : SBS 골프, SBS 골프 2[4]
- 어린이 : 애니박스, 애니원, 애니맥스, EBS KIDS, 브라보키즈, 대교어린이TV
- 해외 : CCTV-4</ref> 다만 잠재적 종료 방송사 후보로는 CGTN, CCTV4, TV조선 등이 있다., CGTN[5], CGTN Documentary
- 음악 : MBC 뮤직, SBS M[6], All The K-Pop, 블렌딩 뮤직비디오
- 기타 : KBS 스토리, KBS N PLUS
- 정주행 채널 : MBC 무한도전, KBS 1박 2일, 레전드 시트콤, iHQ 맛있는 녀석들, KBS JOY 연애의 참견, MBC 서프라이즈, SBS 런닝맨, SBS TV 동물농장, SBS 미우새, MBC 라디오 스타, MBC 나 혼자 산다, KBS 슈퍼맨이 돌아왔다, 순옥 명작관, MBC 하이킥 24, MBC 드라마 정주행 24 LIVE, MBC 예능 정주행 24 LIVE, 자이언트 펭TV
- 라디오 - 다음과 같음
  - 지상파 라디오 : KBS 1RADIO, KBS 1FM, KBS 2RADIO, KBS 2FM, MBC RADIO, MBC FM, SBS RADIO, SBS FM, EBS FM, YTN FM, Gugak FM, TBS FM, CBS 라디오, CBS FM, CBS JOY4U, FEBC FM, BBS FM, WBS FM, CTS FM, BTN FM[7]
  - KISS 계열 라디오 : 최신 인기 가요, 당신을 위한 발라드, 8090 인기 가요, 2000년대 인기 가요, 최신 인기 가요, 재즈 라운지, 명품 클래식, 키스 더 트롯, 한국인이 사랑한 팝송

### 출범 이후 종료된 실시간 방송 채널
- 종합 편성 : JTBC[8]
- 예능 : JTBC2, JTBC4[9]
- 스포츠 : JTBC GOLF, JTBC GOLF & SPORTS, tvN SPORTS, SPOTV GAMES[10], IB SPORTS[11]
- 어린이 : 뽀로로TV
- 기타 : KOK TV
- 정주행 채널 : 정주행 채널, JTBC 아는 형님, JTBC 냉장고를 부탁해

### 추후 신설될 실시간 방송 채널
추후 새롭게 신설될 실시간 방송 채널은 다음과 같다.
- 드라마 : AXN
- 교양 : FTV
- 지역 : MBC NET, 9 Colors, OBS경인TV
- 교육 : 방송대학TV
- 스포츠 : 빌리어즈TV
- 해외 : 아리랑국제방송
- 어린이 : KBS 키즈
- 기타 : OBS W

## 주요 특징
상기 언급된 것과 달리 가입이 제약되는 경우가 있는 측면이 있고, 종편과 CJ ENM 산하 채널을 포함한 다양한 실시간 채널을 제공했고, VOD의 경우 지상파 3사의 다시보기 컨텐츠도 시청할 수 있었다.